# Aegocera nigrimargo
Aegocera nigrimargo är en fjärilsart som beskrevs av Jordan 1913. Aegocera nigrimargo ingår i släktet Aegocera och familjen nattflyn. Inga underarter finns listade i Catalogue of Life.